# Aleksei Grishin
Aleksei Grishin (n. 18 iunie 1979, Minsk, RSS Bielorusă, URSS) este un sportiv ce a reprezentat Belarus, medaliat olimpic. A participat la 5 ediții ale Jocurilor Olimpice (1998, 2002, 2006, 2010, 2014) în care a câștigat o medalie de aur și o medalie de bronz.